# Brachytarsus
Brachytarsus är ett släkte av skalbaggar. Brachytarsus ingår i familjen plattnosbaggar.

## Dottertaxa tillBrachytarsus, i alfabetisk ordning[1]
- Brachytarsus albiceps
- Brachytarsus alternans
- Brachytarsus alternatus
- Brachytarsus altus
- Brachytarsus anguliceps
- Brachytarsus annulatus
- Brachytarsus anxius
- Brachytarsus areolatus
- Brachytarsus atomus
- Brachytarsus beyeri
- Brachytarsus bispinus
- Brachytarsus bostrichoides
- Brachytarsus bostrychoides
- Brachytarsus brevis
- Brachytarsus brouni
- Brachytarsus brounianus
- Brachytarsus brunneus
- Brachytarsus bullatus
- Brachytarsus capsularis
- Brachytarsus championi
- Brachytarsus clathratus
- Brachytarsus clopi
- Brachytarsus concolor
- Brachytarsus constrictus
- Brachytarsus corrutellus
- Brachytarsus crassus
- Brachytarsus cristatellus
- Brachytarsus cucullatus
- Brachytarsus curvatus
- Brachytarsus decens
- Brachytarsus deterius
- Brachytarsus discedens
- Brachytarsus fallax
- Brachytarsus fasciatus
- Brachytarsus finitimus
- Brachytarsus flavipilis
- Brachytarsus franseria
- Brachytarsus fungicola
- Brachytarsus gavoy
- Brachytarsus gebleri
- Brachytarsus griseus
- Brachytarsus halli
- Brachytarsus hetaera
- Brachytarsus huttoni
- Brachytarsus imitarius
- Brachytarsus impar
- Brachytarsus incertus
- Brachytarsus inornatus
- Brachytarsus kuwanai
- Brachytarsus küsteri
- Brachytarsus laetabilis
- Brachytarsus lanuginosus
- Brachytarsus levinensis
- Brachytarsus lewisi
- Brachytarsus limbatus
- Brachytarsus lineicollis
- Brachytarsus marmoratus
- Brachytarsus maurus
- Brachytarsus meinhertzhageni
- Brachytarsus minor
- Brachytarsus nanus
- Brachytarsus naviculus
- Brachytarsus nebulosus
- Brachytarsus nigrescens
- Brachytarsus nigromaculatus
- Brachytarsus nigrovariegatus
- Brachytarsus niveovariegatus
- Brachytarsus obscurus
- Brachytarsus obsoletus
- Brachytarsus obtusus
- Brachytarsus ornatellus
- Brachytarsus ornatus
- Brachytarsus pantherinus
- Brachytarsus parallelus
- Brachytarsus pardalis
- Brachytarsus paululus
- Brachytarsus philprotti
- Brachytarsus piceus
- Brachytarsus picipictus
- Brachytarsus pilicornis
- Brachytarsus plumbeus
- Brachytarsus propinquus
- Brachytarsus pulicarius
- Brachytarsus riddelliae
- Brachytarsus rosea
- Brachytarsus rubripes
- Brachytarsus rudis
- Brachytarsus rufipes
- Brachytarsus rugifer
- Brachytarsus sandageri
- Brachytarsus scabrosus
- Brachytarsus scapularis
- Brachytarsus secundus
- Brachytarsus sharpi
- Brachytarsus spinifer
- Brachytarsus sticticus
- Brachytarsus strictus
- Brachytarsus strigosus
- Brachytarsus subroseus
- Brachytarsus suspectus
- Brachytarsus tessellatus
- Brachytarsus thoracicus
- Brachytarsus tomentosus
- Brachytarsus torulosus
- Brachytarsus tuberosus
- Brachytarsus wairirensis
- Brachytarsus vandykei
- Brachytarsus variegatus
- Brachytarsus varius
- Brachytarsus vates
- Brachytarsus ventralis
- Brachytarsus venustus
- Brachytarsus vestitus
- Brachytarsus zeae